# Niwiszcze (rejon bereski)
Niwiszcze (biał. Нівішчы, Niwiszczy; ros. Нивищи, Niwiszczi) – wieś na Białorusi, w obwodzie brzeskim, w rejonie bereskim, w sielsowiecie Pierszamajska, przy drodze republikańskiej R101.

## Historia
W XIX i w początkach XX w. wieś i folwark położone w Rosji, w guberni grodzieńskiej, w powiecie prużańskim, w gminie Bereza Kartuska.
W dwudziestoleciu międzywojennym leżały w Polsce, w województwie poleskim, w powiecie prużańskim, do 1 kwietnia 1932 w gminie Bereza Kartuska, następnie w gminie Malecz. W 1921 miejscowość liczyła 71 mieszkańców, zamieszkałych w 13 budynkach, wyłącznie Polaków wyznania prawosławnego.
Po II wojnie światowej w granicach Związku Sowieckiego. Od 1991 w niepodległej Białorusi.